# 김수진 (컬링 선수)
김수진(1999년 3월 25일~)은 대한민국의 컬링 선수이다. 춘천시청 소속으로 활동하고 있다.